# Cockermouth River
Der Cockermouth River ist ein 15,4 km langer Bach im Grafton County in New Hampshire. Er entspringt im Westen von Groton, fließt durch die Sculptured Rocks Natural Area und mündet in Hebron in die Hebron Bay des Newfound Lake. Der Name kommt vom ehemaligen Cockermouth Grant, der nach mehreren Verlängerungen im heutigen Groton und zu einem kleinen Teil auch in Hebron aufging.